# 張兆璋
張兆璋（16世紀—17世紀），字瑤閣，號躍龍，福建泉州府惠安縣人，明朝政治人物。

## 生平
張兆璋是弘治五年舉人、萍鄉知縣張綸的玄孫，個性孝友，撫養教育兩位姪子，萬曆四十年（1612年）壬子科福建鄉試舉人。授碭山縣知縣，他剛剛就任三天，白蓮教黨羽就入侵碭山，制定策略守衛，捕獲賊人數十名，境內得以安寧。陞南京中城兵馬司指揮，九個月後陞南京戶部主事，管理散發軍糧。糧場在城外二十多里，張兆璋往還時手持凍筆、鞋子結霜、看著書簿說著數量，一份糧也沒有耗損，士兵非常歡喜，不久他前往淮安鈔關監督，出入關卡主要便民，因此就算他很快去世，人們也歌誦其事蹟。

## 引用
1. 1 2  雍正《惠安縣志·卷二十四·循良》：張兆璋，字瑤閣，號躍龍，贈都御史綸元孫，性孝友，撫二呱姪俾成立，教養備至；登萬曆壬子鄉榜，授碭山縣令，白蓮黨發寇碭山，兆璋下車未三日也，策畫守禦，獲賊數十梟首，境賴以安。陞南京中城兵馬司，閱九月陞南戶部主事，管理散發軍糧，糧場在城外二十餘里，戴星往還，手呵凍筆、足履霜囤、目視簿書、口數量籌，升斗無耗兵士懽騰，差督淮安鈔關，慎司出入務以便人為主，故視事未久其卒也，人皆歌誦不忘云。